# Наръчник на бореца за свобода
„Наръчник на бореца за свобода“ е заглавие на 15-странична пропагандна книжка, която е произведена от Централната агенция за разузнаване (Централно разузнавателно управление) на САЩ и пусната по въздух над Никарагуа през 1983 г. със заявената цел осигуряване на „практическо ръководство за освобождаване на Никарагуа от потисничеството и мизерията чрез парализиране на военно-промишления комплекс на предателската марксическа държава“. Наръчникът обяснява няколко метода, чрез които средният гражданин би могъл да предизвика безредици."